# Tarik Aziz
Tarik Azizi (arabsko طارق عزيز; Mihail Juhanna), iraški politik, * 1936, Mosul, † 5. junij 2015.
Aziz je bil med letoma 1983 in 1991 minister za zunanje zadeve Iraka ter namestnik predsednika vlade Iraka med letoma 1979 in 2003. 
Ministrstvo za zunanje zadeve Hrvaške je 18. januarja 2006 potrdilo, da je Aziz zaprosil za začasni azil na Hrvaškem .